# João Isidoro Almeida
João Isidoro Almeida (Brumado, 21 de junho de 1983) é um lutador brasileiro de MMA. Atualmente pertence à Academia Corinthians.

## Carreira
João Almeida, como é conhecido, nasceu na cidade de Brumado, na Bahia, e começou a carreira de lutador em Salvador lutando boxe, depois resolveu entrar para as artes marciais, inicialmente treinando jiu-jitsu, pela equipe baiana César Aranha Team. Em 2001, foi convidado pelo principal treinador de Anderson Silva, o faixa preta em Jiu-Jitsu, Ramon Lemos, para fazer um teste na Academia Corinthians e foi aprovado. João se interessou pelo MMA depois de ter conhecido e treinado com atletas renomados, como Rodrigo Minotauro e Anderson Silva. Seu treinador de boxe em Salvador é Luís Dórea, que foi peça fundamental para que João se tornasse campeão da Forja dos Campeões.
João Almeida resolveu se mudar para São Paulo, para se dedicar ao MMA; lá começou a treinar Jiu-jitsu com o treinador Demian Maia e foi graduado com a faixa roxa.
João mora em São Paulo, atualmente e lá já foi três vezes campeão de boxe (categorias Paulista, Forja e Kids Jorf de boxe). Ainda não luta no UFC, mas, segundo ele mesmo tem esse objeivo como foco principal. Antes de se tornar lutador profissional, João Almeida treinava jiu-jitsu em Brumado, depois viajou para Vitória da Conquista, onde começou treinar boxe, daí para Salvador, onde começou a treinar também boxe com Luíz Dórea. João se tornou atleta profissional quando foi para São Paulo, apenas para estudar, pois era professor de educação física.

## Lutas
A 29 de novembro de 2013 venceu por decisão unânime o co-evento principal da segunda edição do Standout Fighting Tournament em Ibirapuera, São Paulo, em combate com o lutador Edson Conterrâneo. A atitude de bom esportivista do lutador foi elogiada durante o evento.
A 17 de maio de 2015, João Almeida venceu por nocaute o combate na categoria peso pesado no NOXII Combat 1, disputado no Joinville Square Garden, em Joinville, Santa Catarina.
Na 82ª edição da Jungle Fight, disputada a 24 de outubro de 2015 no Clube Sírio de São Paulo, ganhou o combate por nocaute técnico. O evento fez parte da campanha Outubro Rosa contra o câncer da mama, cujo beneficiário foi o Hospital de Câncer de Barretos.
Em 4 de setembro de 2016, João venceu por nocaute Henrique Lopes, o "Montanha", conquistando o cinturão dos pesos pesados do Jungle Fight — o maior evento de MMA da América Latina. A luta aconteceu no Ginásio de Ibirapuera em São Paulo.
Com 5 lutas no MMA, entre novembro de 2013 e setembro de 2016, João tem um cartel de 4 vitórias (3 por nocaute e 1 por decisão unânime) e uma derrota (por Rear-Naked).
João Almeida foi o escolhido pelo público como vencedor do Prêmio Nocaute na Rede 2015, na categoria dos mais brutos, peso pesado.

## Desempenho do atleta e resultados
| Participação e desempenho | Participação e desempenho | Participação e desempenho                    | Participação e desempenho | Participação e desempenho |
| adversário                | resultado                 | método                                       |                           |                           |
| Amir Aliakbari            | Derrota                   | Nocaute técnico                              |                           |                           |
| Rodrigo Oliveira          | Vitória                   | Nocaute técnico                              |                           |                           |
| Fábio Bondesan            | Vitória                   | Nocaute (punch)                              |                           |                           |
| Edson Franca              | Vitória                   | Decisão unânime                              |                           |                           |
| Fernando Silva            | Derrota                   | Finalização por estrangulamento (Rear-Naked) |                           |                           |
| Henrique Lopes            | Vitória                   | Nocaute                                      |                           |                           |
| ------------------------- | ------------------------- | -------------------------------------------- | ------------------------- | ------------------------- |